# ATP Challenger Boca Raton
Der ATP Challenger Boca Raton (offiziell: Pro Tennis World Open) war ein Tennisturnier, das 2004 einmal in Boca Raton, Florida, stattfand. Es gehörte zur ATP Challenger Tour und wurde im Freien auf Hartplatz gespielt.

## Liste der Sieger

### Einzel
| Jahr | Sieger        | Finalgegner    | Ergebnis      |
| ---- | ------------- | -------------- | ------------- |
| 2004 | Jürgen Melzer | Thomas Enqvist | 6:3, 4:6, 6:3 |

### Doppel
| Jahr | Sieger                        | Finalgegner                    | Ergebnis       |
| ---- | ----------------------------- | ------------------------------ | -------------- |
| 2004 | Igor Andrejew Dmitri Tursunow | Kenneth Carlsen Thomas Enqvist | 6:3, 6:73, 7:5 |